# The Law and His Son
The Law and His Son é um filme dramático dos Estados Unidos de 1913 com Harry Carey.